# Essuie-plume
Un essuie-plume pour l’écriture est un accessoire qui permet de retirer de la pointe de la plume l’agglomérat de particules arrachées de la feuille de papier qui empêche l’arrivée de l’encre ou qui l’étale en un trait plus gros.

## Histoire
De tous temps, les outils qui écrivent avec de l’encre (calame, plume d’oie, plume métallique) se sont encrassés en grattant le papier ou le parchemin et tous les scribes ont utilisé un chiffon de tissu non pelucheux ou de peau fine pour essuyer la pointe de leur outil.
Au milieu du XIXe siècle trois éléments se combinèrent pour rendre l’essuie-plume plus utile que jamais :
1. la production de masse de papier de médiocre qualité dont les fibres se détachaient facilement,
2. la production d’encre bon marché, peu stabilisée, qui laissait un dépôt pâteux au fond de l’encrier
3. l’arrivée massive de la plume métallique dont le bec dur et pointu arrachait plus de fibres que la plume d’oie.

Le chiffon devint indispensable mais dans les intérieur bourgeois de l'époque, un chiffon taché d’encre posé sur le bureau n’était pas du meilleur goût. Il se développa alors une petite industrie de l’essuie-plume plus ou moins décoratif qui dura jusque dans les années 1920 où elle disparut avec l’arrivée du stylographe dont la plume arrondie n’arrache pratiquement pas le papier.

## Type d’essuie-plume
L’essuie-plume se compose principalement d’un médium utilitaire sur lequel on frotte l’extrémité de la plume pour retirer les résidus qui s’y sont collés, il peut être en papier, en tissu, en peau, en fibres végétales ou en poils d’animaux.

### Essuie-plume en tissu ou en peau

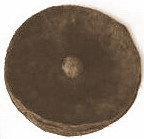
Essuie-plume en tissu : début XXe siècle

Il est constitué de rondelles de tissu ou de peau de diamètres souvent différents maintenus ensemble par une attache centrale qui peut être décorative (bouton, petite statuette).
Les bords des rondelles sont parfois crantés pour éviter l’effilochage du tissu.

### Essuie-plume en papier enroulé
Une bande de papier adsorbant enroulée serrée en spirale est insérée dans une simple coupelle. La plume est nettoyée en la piquant entre les spirales de l’enroulement.

### Essuie-plume en poils
C’est le type le plus répandu car il se prête à toutes les décorations.
Il se compose d’une petite brosse dont les poils sont orientés vers le dessus. Le manche qui tient les poils est inséré dans un pot ou dans une figurine décorative.

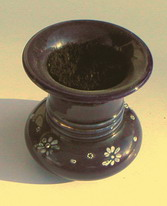
Essuie-plume en faïence : fin XIXe siècle

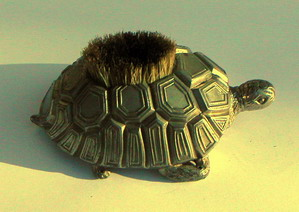
Essuie-plume à décor animalier : début XXe siècle

La forme des pots en faïence à ouverture évasée est caractéristique des essuie-plumes.

Des essuie-plumes plus fonctionnels, sans décoration ont été fabriqués pour les entreprises et les administrations

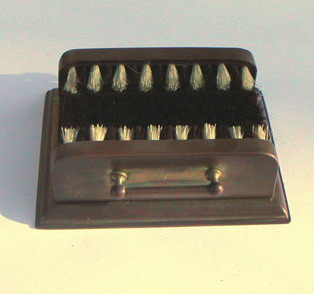
Essuie-plume de bureau : début XXe siècle

Les petites écritoires de voyage peuvent comporter un essuie-plume incorporé.

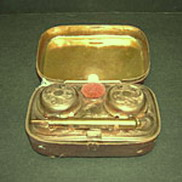
Écritoire portative avec essuie-plume : fin XIXe siècle